# ブリエンツ・ロートホルン鉄道
ブリエンツ・ロートホルン鉄道（ブリエンツ・ロートホルンてつどう、Brienz Rothorn Bahn、略称：BRB）は、スイスのブリエンツからブリエンツ・ロートホルンの山頂へ登る、ラック式の登山鉄道。運行時期は毎年5月中旬から10月下旬。

## 歴史
ブリエンツ・ロートホルン鉄道（以下BRB）は1892年6月17日に開業した。これは建設が完了してから2年後のことであったが、財政の困難さから開業はこれ以上早められなかった。この鉄道は年間25,000人を運ぶように作られたが、最初の年には5,000人しか利用しなかった。旅行者は、むしろ1895年に開業したシーニゲ・プラッテ鉄道や1898年に開業したユングフラウ鉄道へ流れた。
BRBは1914年8月に第一次世界大戦のため休止されたが、戦争が終わった時点でも再開されなかった。本質的なメンテナンスがなされ、1918年からは途中のプランアルプから少量の木材輸送が開始された。車両は1924年から1925年にかけてシーニゲ・プラッテ鉄道に貸し出され、メンテナンス用の資金稼ぎに用いられた。
路線は最終的に1931年6月13日に再開され、17年ぶりに列車が山頂へ到達した。メンテナンスが続けられていたために鉄道は良好な状態を維持していた。ほかのスイスの登山鉄道と異なりBRBは電化されておらず、そのことがかえってこの鉄道をスイスで数少ない（1953年から1990年までは唯一の）蒸気機関車による鉄道として魅力的なものにしている。

## 路線
BRBの路線延長は7.5kmで、最大傾斜は250‰、5つのトンネルがある。軌間は800mm。全線はアプト式のラックレールを用いたラック式鉄道。路線は海抜566mのブリエンツ駅の、ツェントラル鉄道（旧スイス国鉄ブリューニック線）の駅の反対側から出発する。ブリューニック線の開業は1916年で、それ以前の旅行者は主にボートでブリエンツ駅に来ていた。現在でもインターラーケンからの湖船の便もある。
路線は単線で、3箇所の行き違い設備をもつ。最初の行き違い設備は海抜1019mのゲルトリート信号場（Geldried）。2番目の行き違い設備は海抜1341mのプランアルプ駅（Planalp）で、旧式の蒸気機関車はここで止まって給水する。3番目の行き違い設備はオーバーシュタフェル信号場（Oberstafel）で、海抜は1819m。路線の終点は、ロートホルン山の山頂の直下に位置する海抜2244mのロートホルンクルム駅（Rothorn Kulm）である。ロートホルンクルム駅のすぐ近くには山岳ホテルがあり、ここに宿泊することも可能である。

## 車両

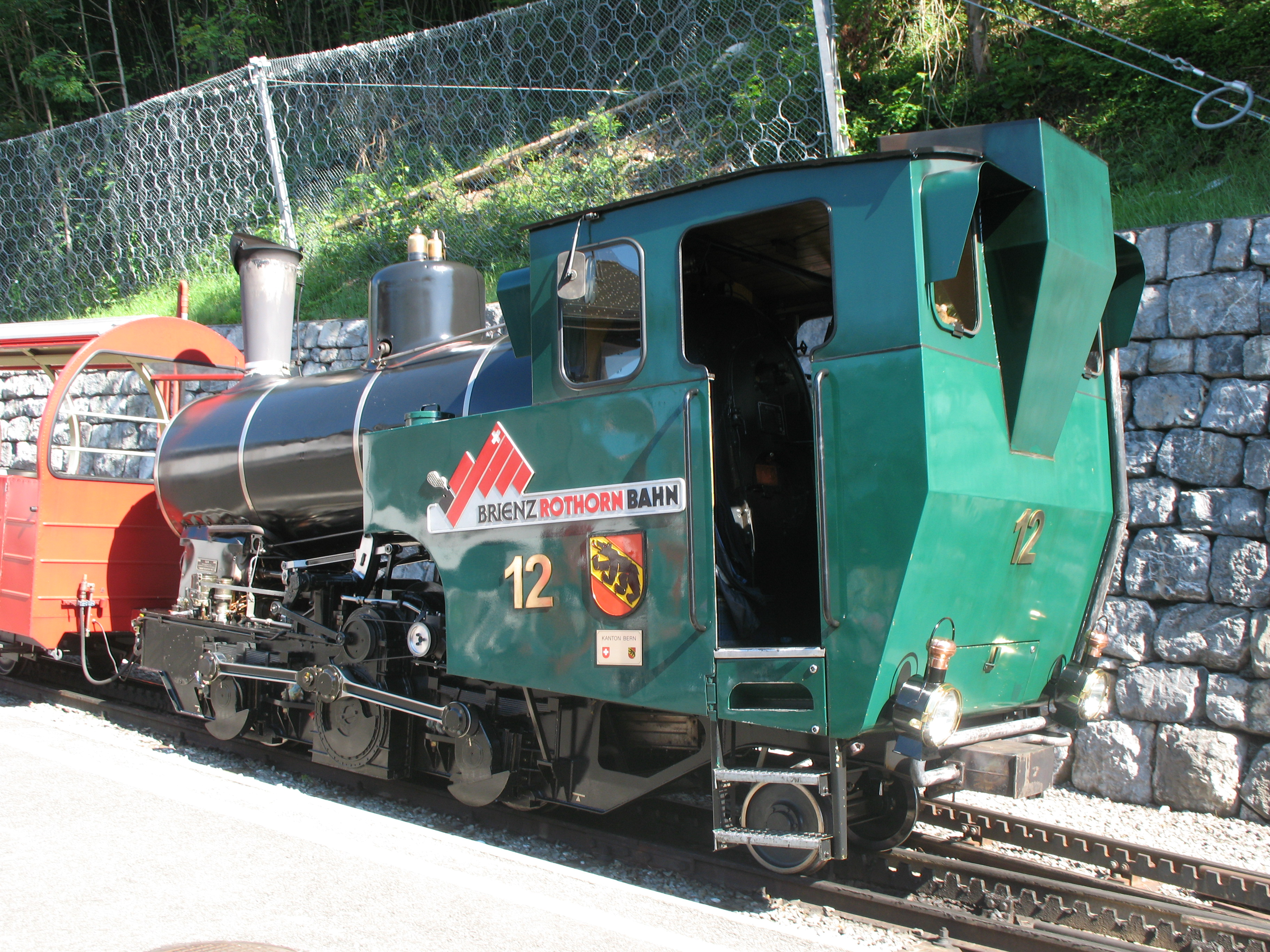
BRBで使用されている蒸気機関車

BRBで使用されている蒸気機関車（19世紀末に製造）は、勾配対策として独特の前傾した形状となっており、客車の後ろに連結して運用される。
現在ではディーゼル機関車も併用されており、特に始発列車と最終列車は蒸気機関車を使用しないことが多い。また、多客時の続行運転の際もディーゼル機関車牽引列車が混合する時がある。
- ブリエンツ・ロートホルン鉄道H2/3 1-5形蒸気機関車
- ブリエンツ・ロートホルン鉄道H2/3 6-7形蒸気機関車
- ブリエンツ・ロートホルン鉄道Hm2/2 8-11形ディーゼル機関車
- ブリエンツ・ロートホルン鉄道H2/3 12...16形蒸気機関車